# Уиттиндейл, Клод
Клод Уиттиндейл (англ. Claude Whittindale; 1881, Кенилуэрт, Уорикшир — 10 февраля 1907) — британский регбист, серебряный призёр летних Олимпийских игр 1900.
На Играх Уиттиндейл входил в сборную Великобритании, которая в единственном матче проиграла Франции со счётом 21:8, получив серебряные медали.
Он играл вместе со своим братом Реймоном.